# Kunsthal van Tallinn
De Kunsthal van Tallinn is een museum voor Estse kunst in Tallinn op meerdere locaties. Behalve het hoofdmuseum gelegen aan Vrijheidsplein, zijn er nog twee kleinere galeriën te bezoeken op ditzelfde plein. Sinds 2022 is er ook een vierde locatie gelegen in Lasnamäe. Het museum verhuurt meerdere ateliers aan lokale kunstenaars en heeft een residency-programma.

## Collectie

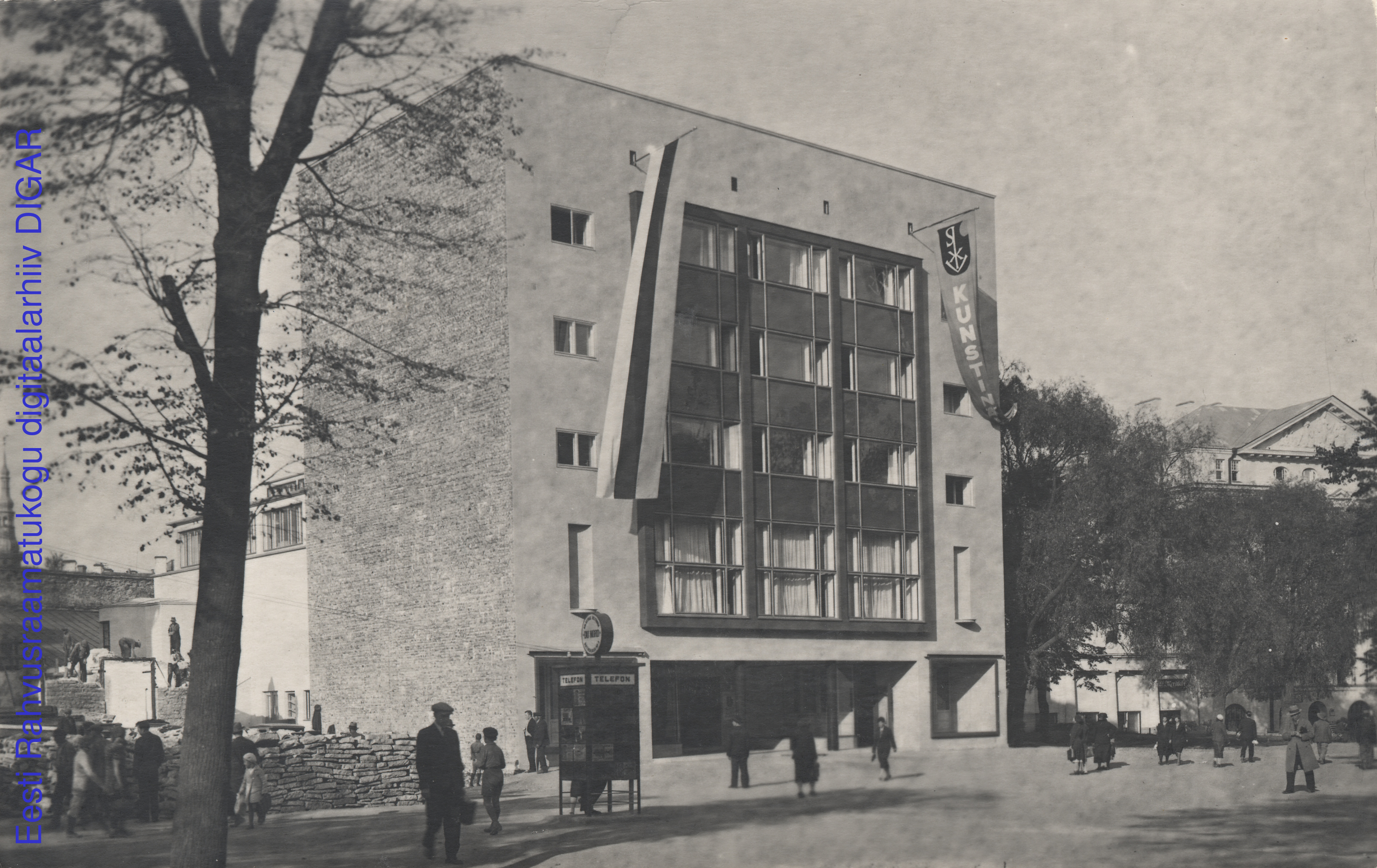
De Kunsthal in de jaren 30

Het museum werd gesticht door de in 1906 opgerichte Estische Kunst Sociëteit. In 1934 begon deze organisatie aan de bouw van de Kunsthal naar het ontwerp van architect Edgar Johan Kaasik. Na de bezetting van Estland door de Sovjet-Unie in de jaren veertig, werden alle kunstenaarsorganisaties opgeheven en kwam de kunsthal in het beheer van de nieuw opgerichte Sovjet-Estische Kunstenaarsvereniging. Na de 
val van de Sovjet-Unie werd deze organisatie de Estische Kunstenaarsvereniging. Omdat de kunsthal minder fondsen ontving na de onafhankelijkheid begon de organisatie zich te focussen op het verhuur van vastgoed. Dit is vandaag de dag nog hun grootste bron van inkomen.
Het in 2022 geopende Lasnamäe paviljoen werd ontworpen door Salto Architects.
Van 2023 tot 2024 is het hoofdgebouw van het museum gesloten in verband met een grootschallige renovatie.